# Tripoplax regularis
Tripoplax regularis is een keverslakkensoort uit de familie van de Ischnochitonidae. De wetenschappelijke naam van de soort is voor het eerst geldig gepubliceerd in 1855 door Carpenter.